# Dinomyia djerkuana
Dinomyia djerkuana är en nattsländeart som beskrevs av Martynov 1909. Dinomyia djerkuana ingår i släktet Dinomyia och familjen kantrörsnattsländor. Inga underarter finns listade i Catalogue of Life.